# Блайнай-Фестиниог

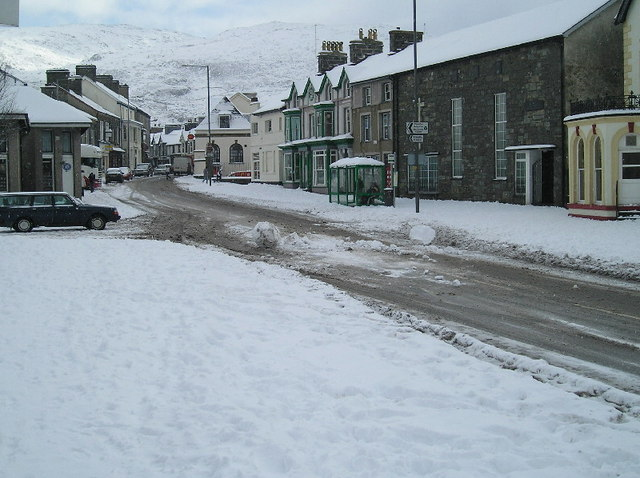
Город зимой

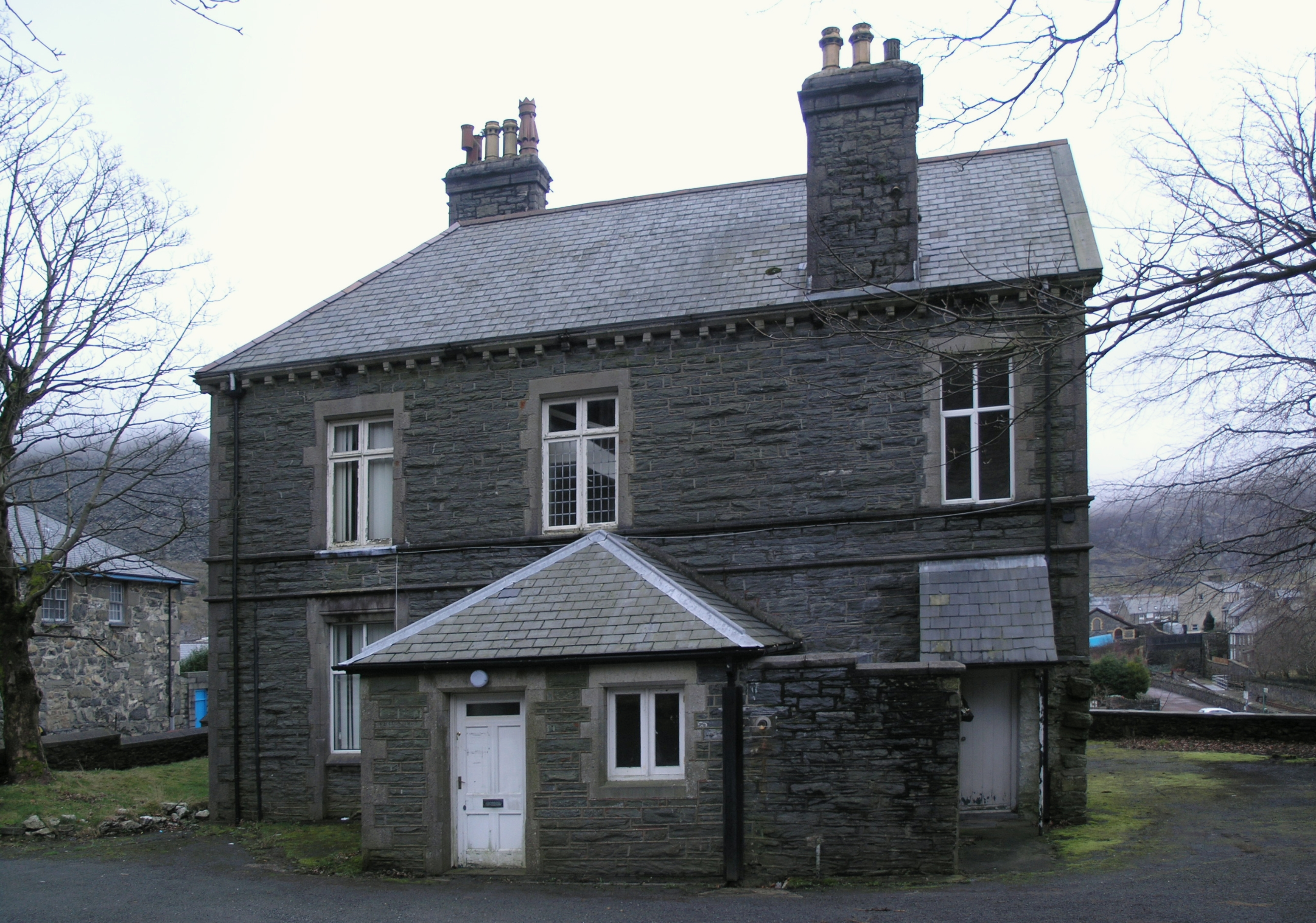
Типичный дом, сложенный из сланцев

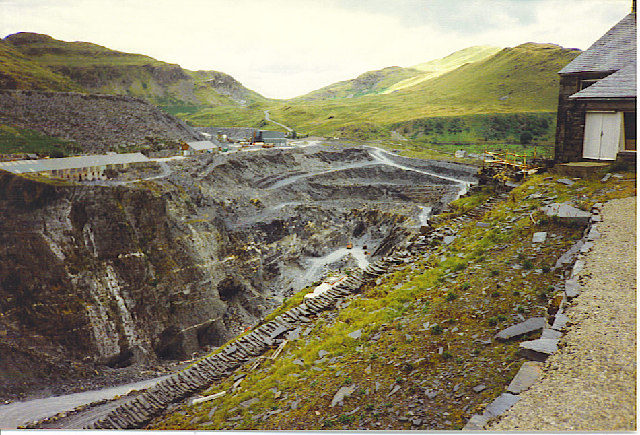
Каменоломня к северу от города

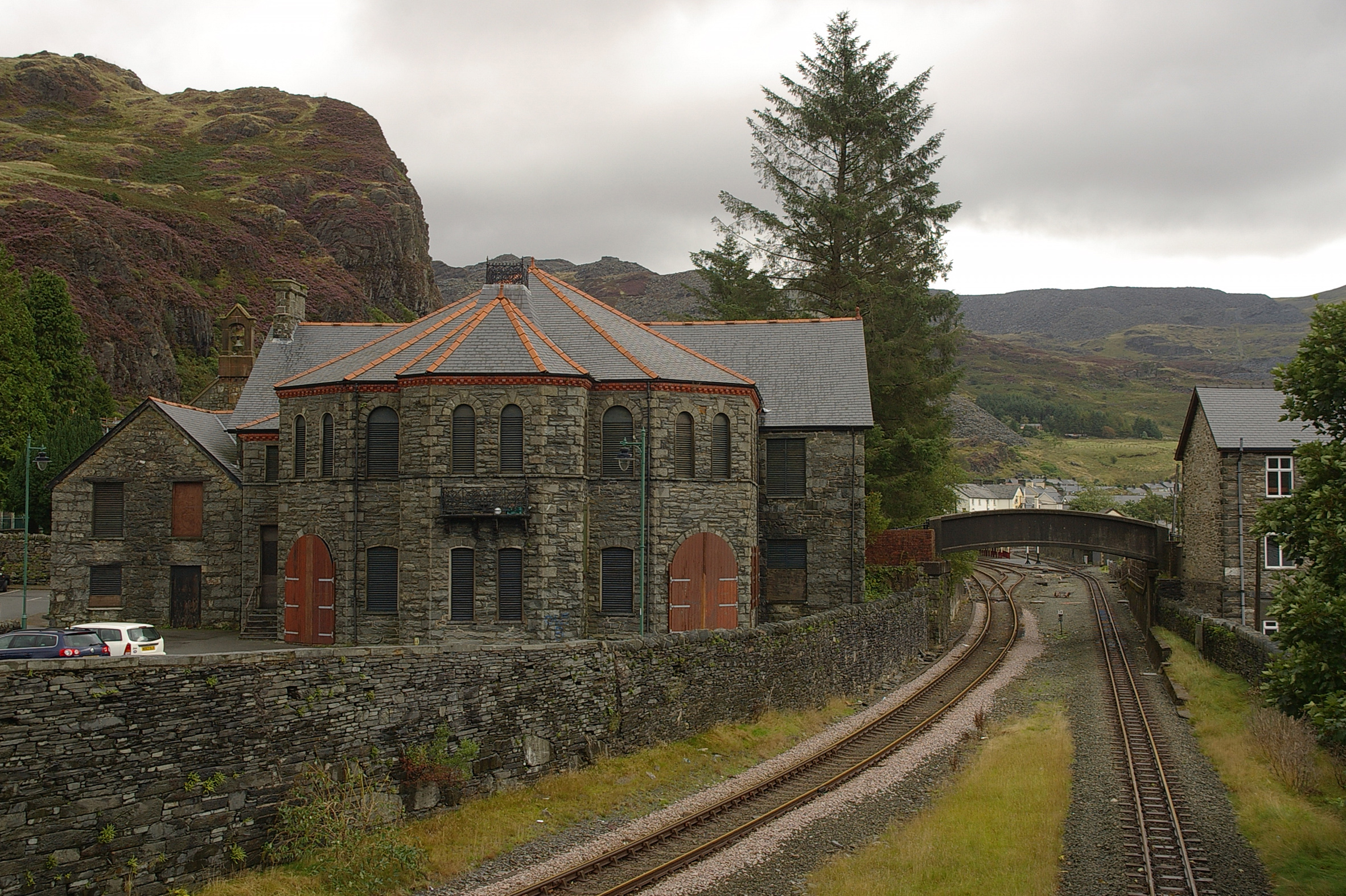
Станция. Слева — путь Конуинской линии, справа — Фестиниогской дороги

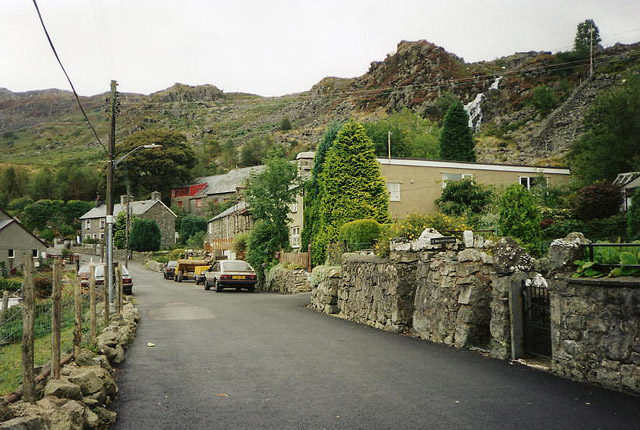
Пригород Блайнай-Фестиниога — Бетания

Бла́йнай-Фести́ниог[уточнить] (валл. Blaenau Ffestiniog — «горное укрепление») — небольшой город в округе Гуинет на севере Уэльса с населением в 5000 человек, если считать расположенную к юго-востоку от него деревню Ллан-Фестиниог (Llan Ffestiniog). Находится в Кембрийских горах, в 15 км к северо-востоку от Портмадога и в 25 км к востоку от Карнарвона. Вокруг города расположен национальный парк Сноудония, однако ни сам Блайнай-Фестиниог, ни его предместья на территорию парка не заходят.

## История
Блайнай-Фестиниог возник в результате слияния воедино небольших деревень, раскинувшихся на землях, принадлежавших семье Оукли-Майнтурог (Oakeley of Maentwrog), лорду Ньюборо-Глинлливон (Newborough of Glynllifon), различным джентри и йоменам. В 1760 г. на территории фермы Гелли (Gelli Farm) образовалась первая каменоломня — каменоломня Дифуис (Diphwys quarry), где начали добывать сланцы. Сланцевые разработки ширились и за 40 следующих лет в округе открылось множество новых каменоломен. В 1819 году в бизнес вовлёкся Самуэль Голланд (Samuel Holland), впоследствии приложивший руку к возникновению Фестиниогской железной дороги.
Первые дома будущего Блайнай-Фестиниога были построены для рабочих, занятых на карьерах Дифуис в 1806 году. В дальнейшем в разных местах и для людей, работавших в округе на разных каменоломнях, возводились дома: в 1824-25, 1836, 1838-39 и 1845 годы. Для финансирования мелких строительных проектов в 1836 году возникло Фестиниогское Строительное сообщество (Ffestiniog Building Society), а в 1842 году на территории будущего города возвели церковь и в 1845 году — три капеллы. В 1848 году была построена больница. Несмотря на активное строительство в начале XIX столетия, бум в возведении домов пришёлся на 1860—70-е годы.
В 1836 году в город протянули Фестиниогскую железную дорогу, призванную обслуживать сланцевые карьеры в вывозе добытого сырья в Портмадог. В 1868 году Блайнай-Фестиниог соединили железной дорогой «Фестиниог и Блайнай» (Festiniog & Blaenau Railway) с деревней Ллан-Фестиниог и тамошними сланцевыми каменоломнями. F&BR была поглощена Большой Западной дорогой, перешита на стефенсоновскую колею в 1879 году, а в 1883 году объединена на станции Блайнай-Фестиниог с «Линией Конуинской Долины» (Conwy Valley Line), принадлежавшей тогда «Лондонской и Северо-Западной железной дороге» (London and North Western Railway).
С 1842 по 1900 годы было открыто несколько школ и капелл различных конфессий, из которых на сегодня сохранилось семь. С началом в 1914 году Первой мировой войны сланцевый рынок резко уменьшился и после войны не восстановился, что обусловило поэтапное закрытие Фестиниогской железной дороги (окончательно закрыта в 1946 году) и ветки до Ллан-Фестиниога (закрыта в 1961 году) Объединённая станция Фестиниогской дороги и Конунской линии была вновь открыта в 1982 году, ветка же до Ллан-Фестиниога так и осталась закрытой.